# Absceso perianal
Absceso perianal es una colección de material purulento localizado en los espacios adyacentes al ano o recto. Es la manifestación inicial de una infección que puede continuar con un proceso crónico y supurativo, lo que lleva a una fístula anal. La infección se puede producir por diferentes factores.

## Epidemiología
El absceso perianal es uno de los trastornos anorrectales más comunes encontrados en la práctica médica. Es más frecuente en varones que en mujeres, con un pico de incidencia entre los 30 y los 40 años.

## Causas
La formación del absceso es el resultado de la infección de las glándulas que rodean el conducto anal. En condiciones normales estas glándulas secretan moco hacia el canal anal que facilita la defecación. Si de manera accidental la materia fecal tiene contacto con el interior de la glándula, esta se infectará y dará origen a un absceso. Situaciones que facilitan esa infección:
- Hemorroides prolapsadas
- Fisura anal
- Lesiones traumáticas
- Origen criptoglandular

## Clasificación
Los abscesos perianales se clasifican según su ubicación anatómica:
- Interesfintérica: Es la más frecuente, en su trayecto se ubica entre los dos esfínteres, y por lo general el orificio secundario se encuentra en la piel perianal;  hay algunos casos en los que se puede asociar un trayecto ciego alto, o bien abrirse en la parte baja del recto, con o sin orificio perianal.
- Transesfintérica: En este tipo de fístulas el trayecto pasa a través del esfínter externo, ya sea a nivel bajo o alto, sin involucrar el músculo puborrectal.
- Supraesfintérica: Como las fístulas anteriores, inicia en la línea pectínea, pero en esta caso el trayecto asciende y pasa por encima del músculo puborrectal, para finalmente descender a través de la fosa isquiorrectal hasta llegar a la piel perianal.
- Extraesfintérica: En este tipo de fístulas el trayecto va desde la piel perianal o perineal, atraviesa la fosa isquiorrectal y los músculos elevadores del ano llegando finalmente a la luz del recto.

## Cuadro clínico

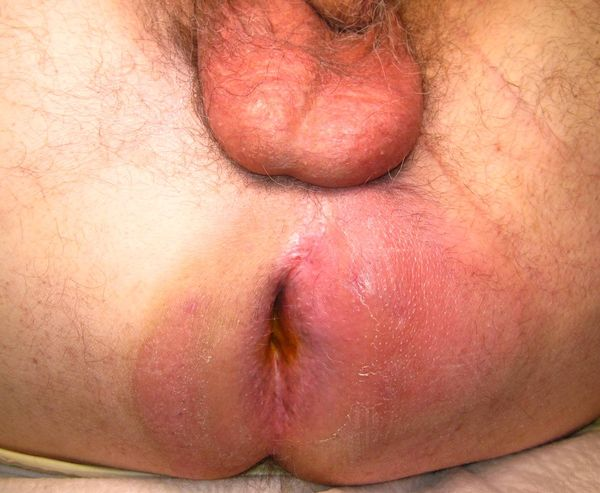
Absceso perianal.

Las personas con absceso perianal presentan: dolor persistente, inflamación, tumefacción y fiebre. La evolución desde absceso perianal a fístula anal ocurre aproximadamente en el 40% a 50% de los casos.
En ciertos casos, estos abscesos pueden estar presentes en enfermedades específicas como tuberculosis, neoplasias malignas, enfermedad de Crohn  o inmunosupresión.

## Complicaciones
El retraso de la intervención quirúrgica podría provocar complicaciones como destrucción de tejido, fibrosis, formación de estenosis e incontinencia fecal.

## Tratamiento
La existencia de un absceso perianal es una indicación para la incisión y drenaje del mismo. para prevenir la extensión, la recurrencia o la subsecuente fistulización.
El uso de antibióticos para el manejo del absceso perianal no está indicado en todos los casos, excepto en personas inmunosupresas, diabéticas, celulitis extensas o con dispositivos protésicos...